# 1984-es Formula–1 dél-afrikai nagydíj
A dél-afrikai nagydíj volt az 1984-es Formula–1 világbajnokság második futama.

## Futam
| Helyezés | #  | Versenyző          | Csapat/Motor      | Körök | Idő/Kiesés oka      | Rajthely | Pontszám |
| -------- | -- | ------------------ | ----------------- | ----- | ------------------- | -------- | -------- |
| 1        | 8  | Niki Lauda         | McLaren-TAG       | 75    | 1:29:23,430         | 8        | 9        |
| 2        | 7  | Alain Prost        | McLaren-TAG       | 75    | + 1:05,950          | 5        | 6        |
| 3        | 16 | Derek Warwick      | Renault           | 74    | + 1 kör             | 9        | 4        |
| 4        | 22 | Riccardo Patrese   | Alfa Romeo        | 73    | + 2 kör             | 18       | 3        |
| 5        | 26 | Andrea de Cesaris  | Ligier-Renault    | 73    | + 2 kör             | 14       | 2        |
| 6        | 19 | Ayrton Senna       | Toleman-Hart      | 72    | + 3 kör             | 13       | 1        |
| 7        | 11 | Elio de Angelis    | Lotus-Renault     | 71    | + 4 kör             | 7        |          |
| 8        | 21 | Mauro Baldi        | Spirit-Hart       | 71    | + 4 kör             | 20       |          |
| 9        | 17 | Marc Surer         | Arrows-Ford       | 71    | + 4 kör             | 23       |          |
| 10       | 25 | François Hesnault  | Ligier-Renault    | 71    | + 4 kör             | 17       |          |
| 11       | 27 | Michele Alboreto   | Ferrari           | 70    | Gyújtás             | 10       |          |
| 12       | 18 | Thierry Boutsen    | Arrows-Ford       | 70    | + 5 kör             | 26       |          |
| Kizárva  | 3  | Martin Brundle     | Tyrrell-Ford      | 71    | Kizárva             | 25       |          |
| Kiesett  | 15 | Patrick Tambay     | Renault           | 66    | Kifogyott üzemanyag | 4        |          |
| Kizárva  | 4  | Stefan Bellof      | Tyrrell-Ford      | 60    | Kizárva             | 24       |          |
| Kiesett  | 5  | Jacques Laffite    | Williams-Honda    | 60    | Erőátvitel          | 11       |          |
| Kiesett  | 14 | Manfred Winkelhock | ATS-BMW           | 53    | Motorhiba           | 12       |          |
| Kiesett  | 6  | Keke Rosberg       | Williams-Honda    | 51    | Kerék               | 2        |          |
| Kiesett  | 12 | Nigel Mansell      | Lotus-Renault     | 51    | Turbó               | 3        |          |
| Kiesett  | 28 | René Arnoux        | Ferrari           | 40    | Befecskendezés      | 15       |          |
| Kiesett  | 1  | Nelson Piquet      | Brabham-BMW       | 29    | Turbó               | 1        |          |
| Kiesett  | 20 | Johnny Cecotto     | Toleman-Hart      | 26    | Defekt              | 19       |          |
| Kiesett  | 9  | Philippe Alliot    | RAM-Hart          | 24    | Motorhiba           | 22       |          |
| Kiesett  | 10 | Jonathan Palmer    | RAM-Hart          | 22    | Váltó               | 21       |          |
| Kiesett  | 2  | Teo Fabi           | Brabham-BMW       | 18    | Turbó               | 6        |          |
| Kiesett  | 23 | Eddie Cheever      | Alfa Romeo        | 4     | Hűtő                | 16       |          |
| VI       | 24 | Piercarlo Ghinzani | Osella-Alfa Romeo | 0     | Baleset             | 20       |          |

## A világbajnokság élmezőnyének állása a verseny után
| H  | Versenyzők      | Pont | H  | Konstruktőrök  | Pont |
| -- | --------------- | ---- | -- | -------------- | ---- |
| 1. | Alain Prost     | 15   | 1. | McLaren-TAG    | 24   |
| 2. | Niki Lauda      | 9    | 2. | Williams-Honda | 6    |
| 3. | Keke Rosberg    | 6    | 3. | Renault        | 6    |
| 4. | Elio de Angelis | 4    | 4. | Alfa Romeo     | 6    |
| 5. | Derek Warwick   | 4    | 5. | Lotus-Renault  | 4    |

## Statisztikák
Vezető helyen:
- Keke Rosberg: 1 (1)
- Nelson Piquet: 19 (2-20)
- Niki Lauda: 55 (21-75)

Niki Lauda 20. győzelme, Nelson Piquet 9. pole-pozíciója, Patrick Tambay 2. leggyorsabb köre.
- McLaren 32. győzelme.